# Anomochilus
Anomochilus (лат.) — род змей, выделяемый в монотипическое семейство Anomochilidae. В состав рода включают три вида, распространённые на островах Малайского архипелага.
Ранее род Anomochilus (syn Anomalochilus) включали в семейство вальковатых змей (Anilidae), при этом он имел русское название вальковатые змеи.